# Myndus pictifrons
Myndus pictifrons är en insektsart som beskrevs av Stsl 1862. Myndus pictifrons ingår i släktet Myndus och familjen kilstritar. Inga underarter finns listade i Catalogue of Life.